# Local Interconnect Network
Local Interconnect Network (LIN) è un protocollo di comunicazione seriale a bassa velocità su cavo singolo progettato per applicazioni automotive. Sviluppato e promosso dal Consorzio LIN sin dal 1999, permette di interconnettere sensori ed attuatori ad un sistema di controllo centralizzato. In una tipica progettazione più bus LIN vengono interconnessi mediante un bus CAN. Un singolo bus LIN è composto da un master e più slave (fino a 16) con una velocità di trasferimento massima pari a 20 kbit/s.